# Monumento natural Pico Codazzi
El Monumento Natural Pico Codazzi es un monumento natural ubicado en el estado Aragua de Venezuela. Fue creado en 1991 para conectar el parque nacional Henri Pittier con el parque nacional Macarao y constituye una de las más altas cimas de la cordillera de la Costa. Abarca un área de 11 850 ha. 
Su cima más elevada, el pico Codazzi, también llamado El Picacho, tiene referencias de altura que varían entre 1818 m s. n. m. y 2429 m s. n. m., haciéndola una de las montañas más elevadas del Estado Aragua y de la Cordillera de la Costa.
El Monumento Natural Pico Codazzi se encuentra en el municipio Tovar. El lindero este del Pico Codazzi está determinado por la carretera que comunica La Victoria con la Colonia Tovar.

## Geografía
En toda la región, es común encontrar macizos de roca calizas, cuevas surcadas, pequeños cursos de agua y extensas cimas verticales. Las más prominentes de estas cimas rocosas son las llamadas Las Brisas y Peña de Mora, que tienen la reputación de ser áreas muy propensas a los deslizamientos y desprendimientos debido a la pérdida de compactación causada por la meteorización y los procesos de lixiviación rocoso.
Su mayor atractivo es la formación de esponjas rocosas de gran valor paleontológico y ambiental. Está constituido por tres macizos, los cuales albergan numerosas cuevas surcadas por torrentes fluviales.

## Flora
La vegetación está compuesta principalmente por bosques semicaducos y matorrales semicaducos en la región de bosques montanos de la cordillera de la costa de Venezuela.

## Fauna
El Pico Codazzi se encuentra en un monumental corte transversal entre la cadena montañosa del Henri Pittier y el Parque Nacional Macarao, considerado como una de las regiones más ricas en biodiversidad aviar de Venezuela. Un gran número de especies migratorias, provenientes de Norteamérica y el hemisferio austral, atraviesan este corredor montañoso durante el solsticio de invierno. Estas aves se dispersan por las montañas del sur del monumento natural Henri Pittier y pueden observarse con facilidad desde las lomas del Pico Codazzi, mientras continúan su viaje hacia el interior del país y el sur del continente. Además, es común presenciar desplazamientos diarios y estacionales de aves residentes en el Henri Pittier y sus colinas, que recorren las vertientes que rodean el pico. 
El impacto ambiental en la región ha reducido la abundancia de aves típicas del Henri Pittier, así como de mamíferos característicos de la zona, como la lapa, puercoespines, venados y roedores, entre ellos el picure. También ha afectado diversas especies de serpientes, incluidas las mapanares, así como otros reptiles que en el pasado eran frecuentes en el área. A pesar de estos cambios, las montañas del Pico Codazzi aún albergan una importante diversidad de insectos, destacando mariposas del género Morpho y Nymphalidae, diversas especies de polillas y arañas, entre ellas la araña cazadora roja.